# Noyal-sur-Vilaine
Noyal-sur-Vilaine là một xã trong tỉnh Ille-et-Vilaine, thuộc vùng hành chính Bretagne của nước Pháp, có dân số là 4.698 người (thời điểm 1999).

## Dân số
Người dân ở Noyal-sur-Vilaine được gọi là Noyalais.
| Năm | 1836 | 1891 | 1921 | 1962 | 1968 | 1975 | 1982 | 1990 | 1999 | 2008 |
| --- | ---- | ---- | ---- | ---- | ---- | ---- | ---- | ---- | ---- | ---- |
| Dân số | 3004 | 2539 | 2114 | 1924 | 2517 | 2952 | 3833 | 4089 | 4698 | 6102 |
| From the year 1962 on: No double counting—residents of multiple communes (e.g. students and military personnel) are counted only once. |      |      |      |      |      |      |      |      |      |      |

## Các thành phố kết nghĩa
- Haigerloch, Đức